# Canton de Besançon-Ouest
Le canton de Besançon-Ouest est une ancienne division administrative française, située dans le département du Doubs et la région Franche-Comté.

## Historique des élus
| Période | Période | Identité         | Étiquette | Qualité |
| ------- | ------- | ---------------- | --------- | --- |
| 1973    | 1976    | Jacques Weinman  | UDR       | Employé d'une compagnie d'assurances Député (1958-1977) Conseiller municipal de Besançon (1947-1959) |
| 1976    | 1982    | Robert Schwint   | PS        | Principal de collège Sénateur (1971-1988) Maire du Russey (1959-1977) puis de Besançon (1977-2001) |
| 1982    | 1992    | Michel Helvas    | DVD       | Avocat à Besançon |
| 1992    | 1998    | Michel Vialatte  | RPR       | Directeur général des services de l’Essonne Conseiller municipal de Besançon |
| 1998    | 2015    | Claude Jeannerot | PS        | Directeur général adjoint de l'AFPA Adjoint au maire de Besançon Directeur général adjoint de l'AFPA Sénateur (2008-2014) Président du Conseil Général (2008-2015) Elu en 2015 dans le Canton de Besançon-6 |

## Composition
Le canton de Besançon-Ouest comprenait une partie de la commune de : 
| Nom      | Code Insee | Intercommunalité            | Superficie (km2) | Population (dernière pop. légale) | Densité (hab./km2) |
| -------- | ---------- | --------------------------- | ---------------- | --------------------------------- | ------------------ |
| Besançon | 25056      | CU Grand Besançon Métropole | 65,05            | 116 676 (2015)                    | 1 794              |

Elle se composait plus précisément des quartiers suivants :
- Battant
- Velotte
- Canot
- Butte
- Saint-Ferjeux
- Rosemont
- Grette
- Chaudanne
- Prés-de-Vaux

Depuis 2014, un redécoupage visant à réduire le nombre de cantons du département a conduit au rattachement  de 11 communes, l'ensemble devenant le canton de Besançon 2.

## Démographie
| 1982 | 1990   | 1999   | 2006   | 2011   | 2012   |
| ---- | ------ | ------ | ------ | ------ | ------ |
| -    | 21 193 | 21 644 | 21 972 | 20 944 | 21 143 |